# Taiwan Television
Taiwan Television (TTV), (Chinesa: 台灣電視公司, pinyin: Táiwān Diànshì Gōngsī) é a primeira emissora de televisão em Taiwan. Foi criado em 28 de abril de 1962 e começou formalmente a transmitir mais tarde esse ano no dia dez de casal, a feriado nacional da República da China.
A estação tornou-se o lar de muitos shows pioneiras e inovadoras no momento. Recentemente, a estação crescido em audiência, quando fechou um importante contrato com a Sanlih E Television para promover e expor mostra o último. TTV dramas do ídolo pop classificado consistentemente elevada, embora às vezes ia para baixo ou para cima, dependendo do enredo e apelo das estrelas sobre estes dramas.
Sob as leis de reforma de mídia atuais, TTV está sendo aproveitado para a privatização completa. No entanto, a alienação de ações do governo na estação está sendo colocada em espera e colocado sob investigação no momento devido a irregularidades em sua transação.
Desde 1962, TTV começou alguns dos marcos que mudaram a paisagem de TTV apresentando a série de TV de Taiwan primeira língua, bem como o primeiro drama de mandarim série antologia. TTV apresentou o primeiro traje drama de série "Zheng Chengong" (1963), estrelado por Tsao Chien (Cao Jian) como o papel-título. Em 7 de setembro de 1969 TTV é a primeira rede de transmissão de TV em cores e deu a sua chance de transmitir o Apollo XI Landing (conhecido como "Man on the Moon").

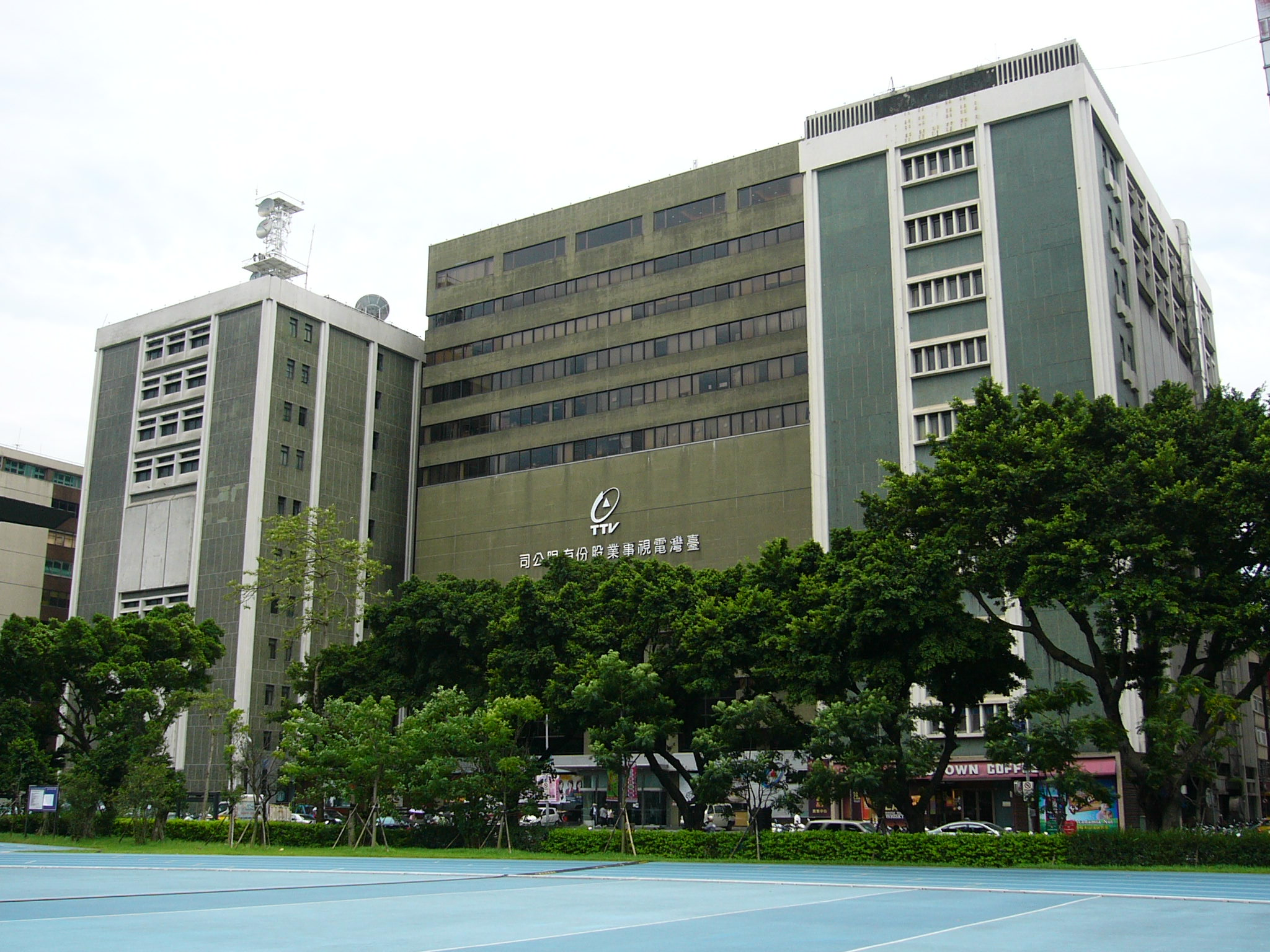
Construção de TTV em Taipei.

## Canais
- TTV General
- TTV Family
- TTV Finance
- TTV Health
- TTV HD

## Ligações externos
- Página Oficial